# Wilderness Heart
Wilderness Heart é o terceiro álbum de estúdio da banda canadense de rock alternativo, Black Mountain.

## Faixas
1. "The Hair Song" - 3:54
2. "Old Fangs" - 4:01
3. "Radiant Hearts" - 3:52
4. "Rollercoaster" - 5:15
5. "Let Spirits Ride" - 4:20
6. "Buried By the Blues" - 4:02
7. "The Way To Gone" - 4:03
8. "Wilderness Heart" - 3:58
9. "The Space of Your Mind" - 4:14
10. "Sadie" - 5:10

## Paradas de vendas
| Parada (2010)         | Melhor posição |
| --------------------- | -------------- |
| França (SNEP)         | 110            |
| German Newcomer Chart | 11             |